# Passagier
Ein Passagier (oder Fahrgast; von französisch passager, „gehen, überschreiten“, französisch passajour, „Reisender“; ursprünglich aus lateinisch passus, „Klafter, Schritt“) ist eine Person, die mit einem Fahrzeug als Reisender befördert wird und das Transportmittel weder selbst lenkt noch zum technischen oder Servicepersonal gehört.

## Allgemeines
Als Transportmittel kommen Eisenbahn, Flugzeug, Kraftfahrzeug (z. B. Taxi oder Omnibus) oder Schiff in Betracht. Entsprechend heißen die Passagiere hier Fahrgast (Eisenbahn, Taxi), Flugpassagier, Reisender (Bus) oder Schiffspassagier. Sie stellen zusammen mit der Besatzung (fliegendes Personal, Schiffsbesatzung) den Auslastungsgrad des Transportmittels dar. Für betriebswirtschaftliche Zwecke werden beim Auslastungsgrad meist lediglich die (zahlenden) Passagiere berücksichtigt. Passagiere können zwischen Linien- und Charterverkehr wählen. Erscheinen gebuchte Passagiere unangekündigt nicht zur Abfahrt oder zum Abflug, so werden sie englisch No-shows genannt.
„Blinde Passagiere“ (englisch stowaway) dagegen sind Passagiere, die die Leistung nutzen, aber nicht bezahlt haben.

## Definition im öffentlichen oder halböffentlichen Verkehr
In öffentlichen oder halböffentlichen Verkehrsmitteln des Personenverkehrs werden gemäß einer Beförderungsbedingung die Passagiere allgemein als Fahrgäste bezeichnet. In Deutschland ist Fahrgast ein Rechtsbegriff des § 537 HGB und wird als eine Person definiert, die auf Grund eines Personenbeförderungsvertrags befördert wird oder mit Zustimmung des Beförderers ein Fahrzeug oder lebende Tiere, die auf Grund eines Seefrachtvertrags befördert werden, begleitet.
Passagiere im engeren Sinne sind speziell Reisende des Schiffs- und Flugverkehrs. Der Reisende in einem Land- und Binnengewässerfahrzeug („Fahrgastschiff“) wird traditionell als Fahrgast bezeichnet.
Passagiere und Fahrgäste schließen einen Beförderungsvertrag und entrichten als Gegenleistung für ihre Beförderung zumeist ein Beförderungsentgelt (auch „Fahrpreis“ oder „Passage“ genannt), zum Beispiel Taxe (bei Taxifahrten). Die Berechtigung für die Nutzung wird je nach Verkehrsart durch unterschiedliche Dokumente ausgewiesen: In der Regel verbrieft eine Fahrkarte den Beförderungsanspruch; speziell bei Flugreisen dokumentiert diesen der Flugschein (beim Boarding nur noch die Bordkarte). Im öffentlichen Personennahverkehr kommt der Beförderungsvertrag meist durch schlüssiges Handeln in Form des Einsteigens in das Verkehrsmittel zustande.

## Definition im Straßenverkehr
Als Passagiere gelten hier Personen, die das Fahrzeug zum Erreichen eines Zielortes benutzen. Dabei ist es ohne Belang, ob
- die Passagiere am Ziel oder den Zielen aussteigen (Beispiel: Stadtrundfahrt),
- das jeweilige Fahrzeug allgemein gewerblich betrieben wird,
- die Passagiere für die fragliche Fahrt bezahlen oder unentgeltlich befördert werden (Beispiel: Vereinstrainer als Fahrer),
- die tatsächliche Anzahl die Grenze von neun Personen (Einordnung des Fahrzeuges als Bus) tatsächlich überschreitet.

Bei Anwesenheit auch nur eines einzigen Passagiers ergibt sich die erforderliche Befähigung (Führerscheinklasse) für den Fahrer aus der maximalen Anzahl der Sitzplätze des Fahrzeuges.
Nicht als Passagiere gelten neben dem Fahrer Personen, die eine berufliche Tätigkeit an Bord des fahrenden Fahrzeuges ausüben müssen. Sind ausschließlich Personen aus folgenden Gruppen an Bord, gilt auch ein beliebig großer Bus als leer und darf mit der Führerscheinklasse C, Erweiterung 172 („Leerer Bus“) bewegt werden:
- Servicepersonal,
- Entwicklungsingenieure und Messtechniker in der Fahrzeug- und Motorenherstellung,
- Technisches Personal (Mechaniker bei Überprüfungsfahrten),
- Sachverständige, z. B. zur Durchführung einer Hauptuntersuchung,
- Fahrschüler, Fahrlehrer und Prüfer,
- Lotsen, z. B. auf weitläufigen Werksgeländen.

Diese Personen müssen nicht zwingend am Ort des Einstiegs wieder aussteigen, sofern der Ort des Aussteigens sich nicht aus einem zu erreichenden Ziel ergibt, sondern aus der Beendigung eines Arbeitsauftrages.

## Definition in der Luftfahrt und anderen Bereichen

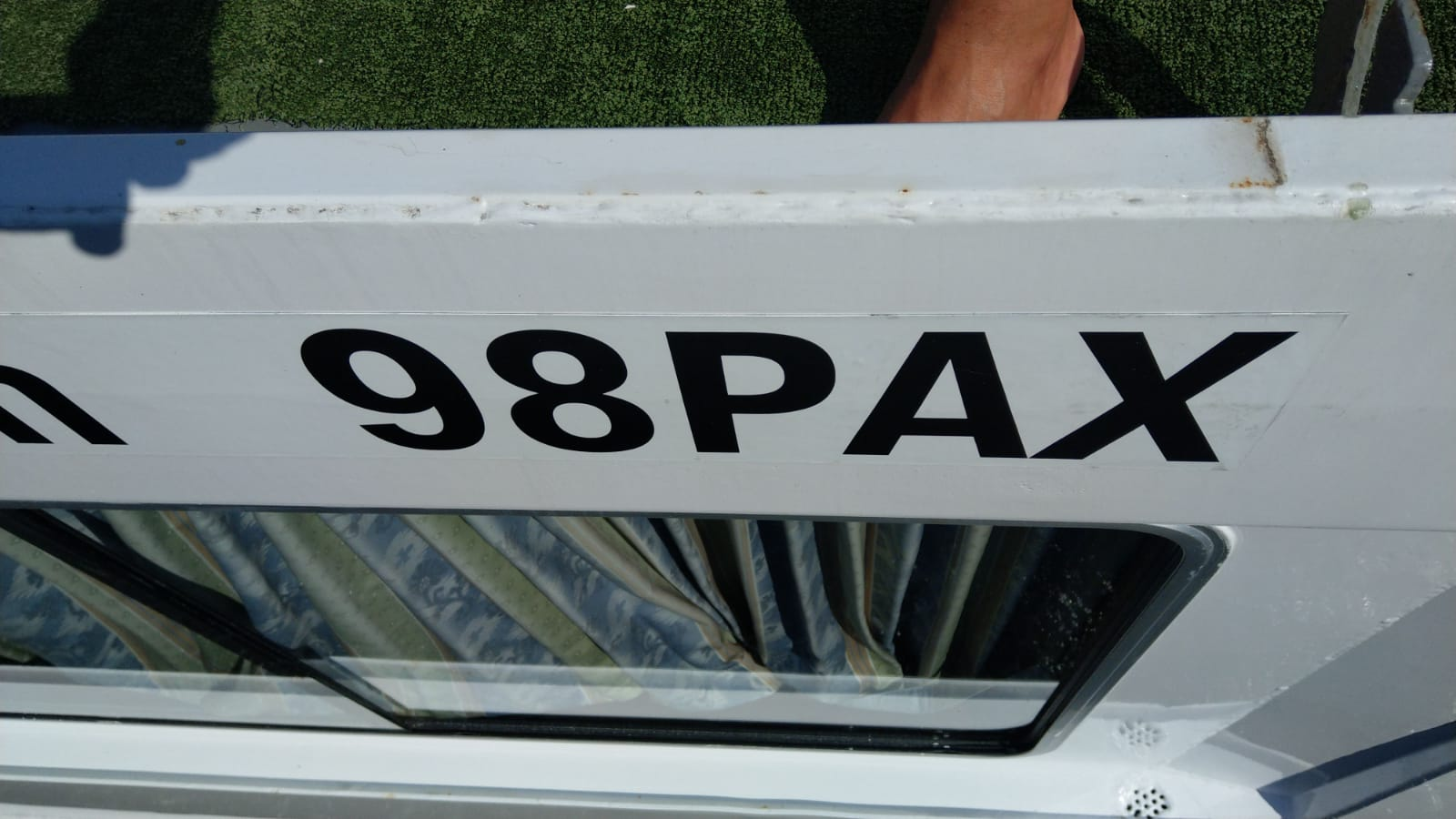
Beispiel an der Bordwand eines Fahrgastschiffes

In der Luftfahrt wird auch bei reinen Privatflügen streng zwischen Besatzung bzw. Piloten und Passagieren unterschieden (zum Beispiel bei der Ermittlung des Fluggastaufkommens): Jeder Mitflieger, der nicht Teil der Besatzung ist, ist „Passagier“ oder gemäß ICAO-Code „PAX“.
Das Luftfahrtjargon-Wort „Pax“ könnte eine für den amerikanischen Sprachgebrauch typische Verkürzung des mehrsilbigen Wortes „Passenger“ sein, der Ursprung ist jedoch umstritten. Verwendet wird Pax (Plural Paxe) mittlerweile auch im übrigen Verkehrsgewerbe, der Touristik, in Hotellerie und Gastronomie als Bezeichnung für den Gast.

## Rechtsfragen
Passagiere sind Verbraucher, deren Verbraucherschutz durch Fahrgast- und Fluggastrechte gewährleistet wird.
Fahrgastrechte betreffen die Rechte eines Fahrgasts in öffentlichen Verkehrsmitteln bei den Verkehrsunternehmen.
Fluggastrechte sind im Reiserecht die Rechte für Flugreisende, ganz überwiegend als internationales Recht ausgestaltet.
„Blinde Passagiere“ (englisch stowaway) sind Fahrgäste, die unbemerkt und ohne Bezahlung die Transportdienstleistung nutzen und damit in Deutschland das Erschleichen von Leistungen verwirklichen und sich dabei nach § 265a StGB strafbar machen.

## Bildbeispiele

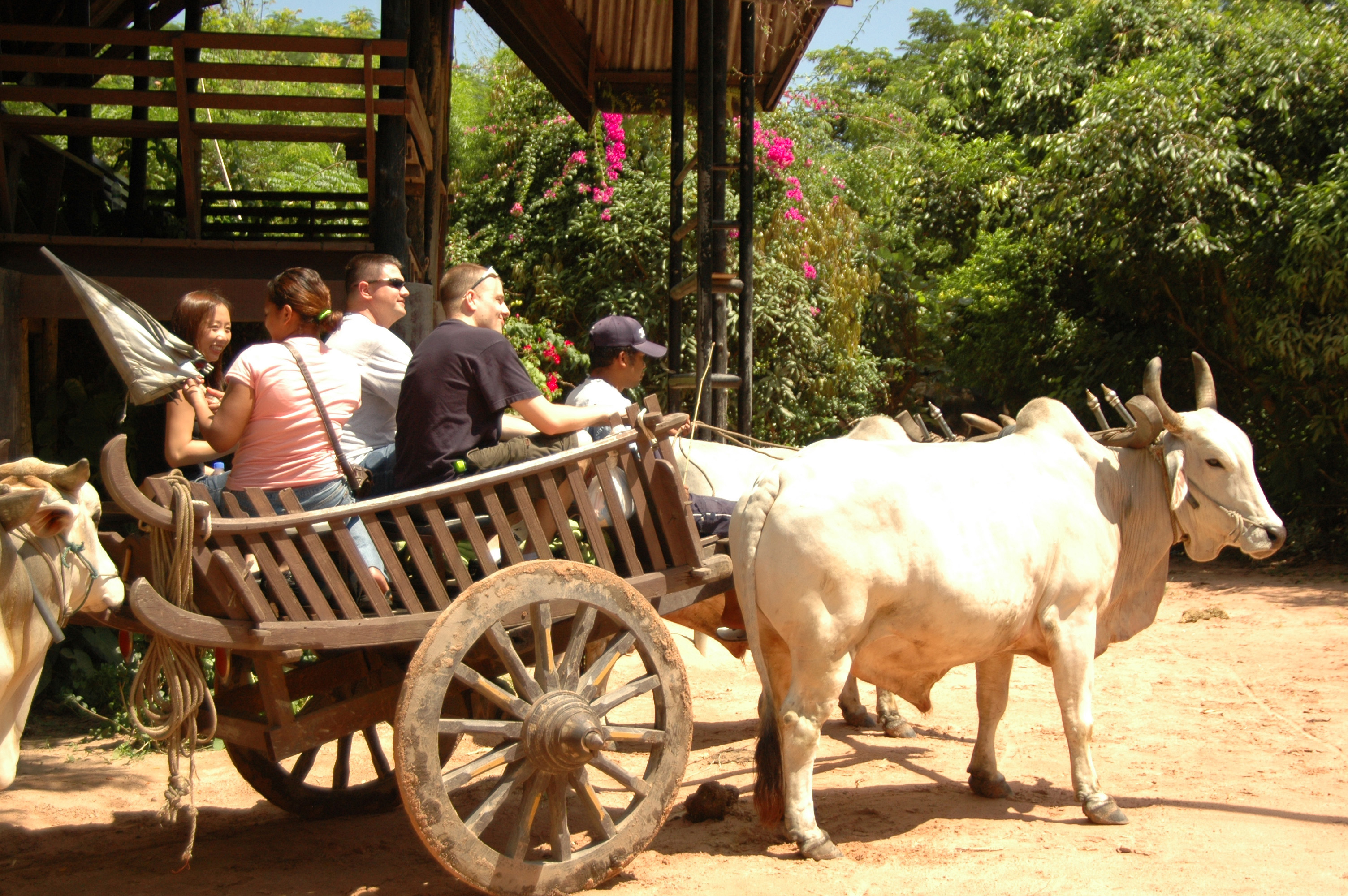
Ochsenkarren
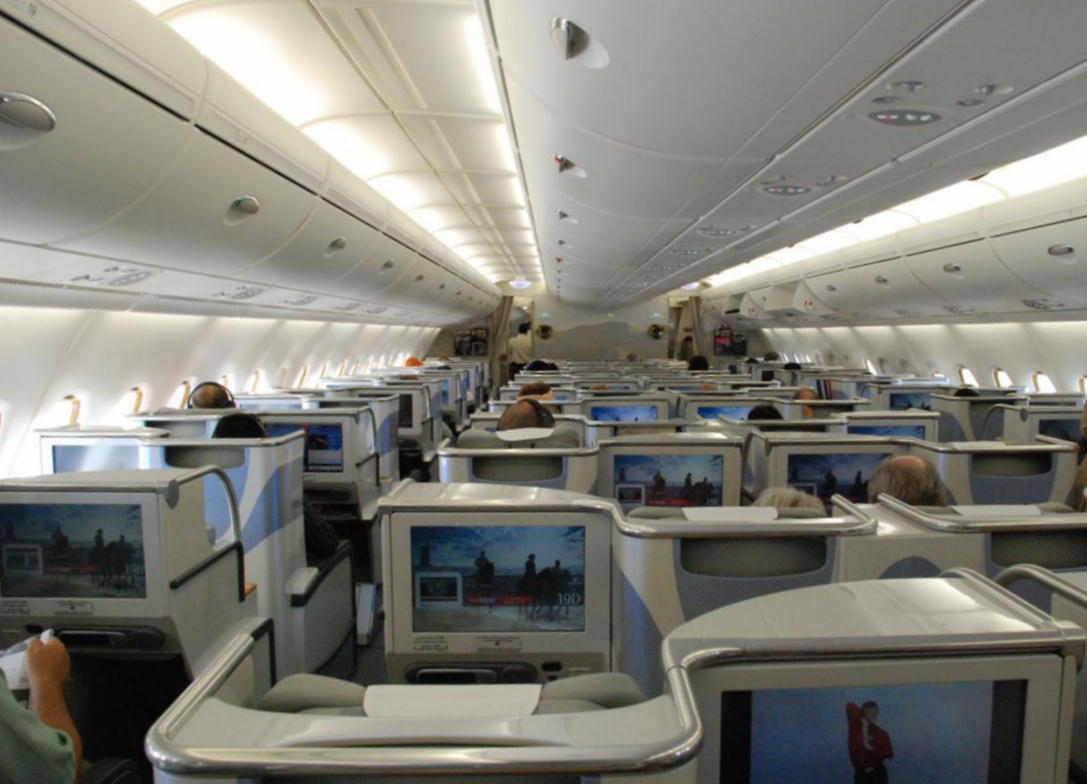
Flugzeug
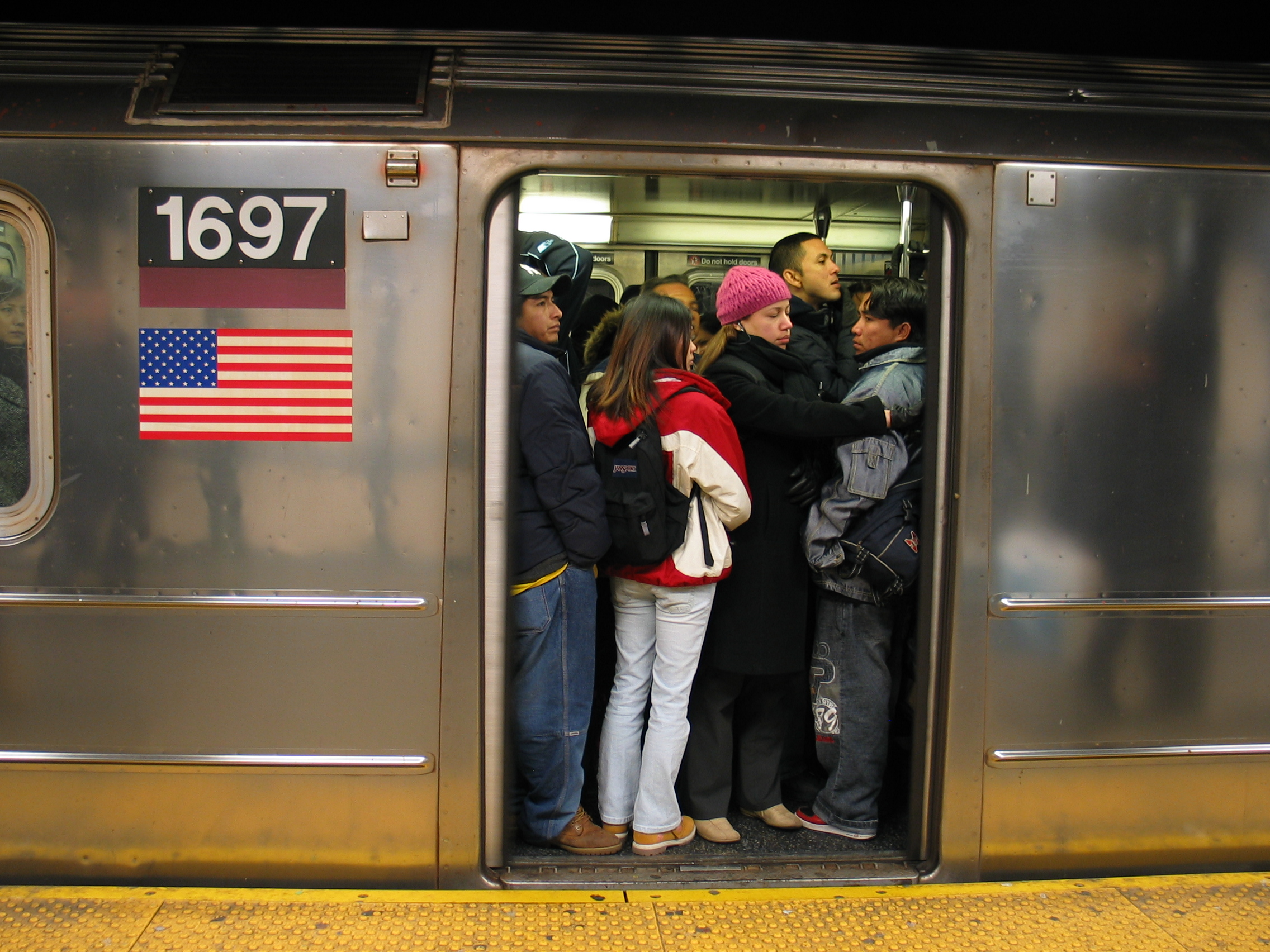
U-Bahn
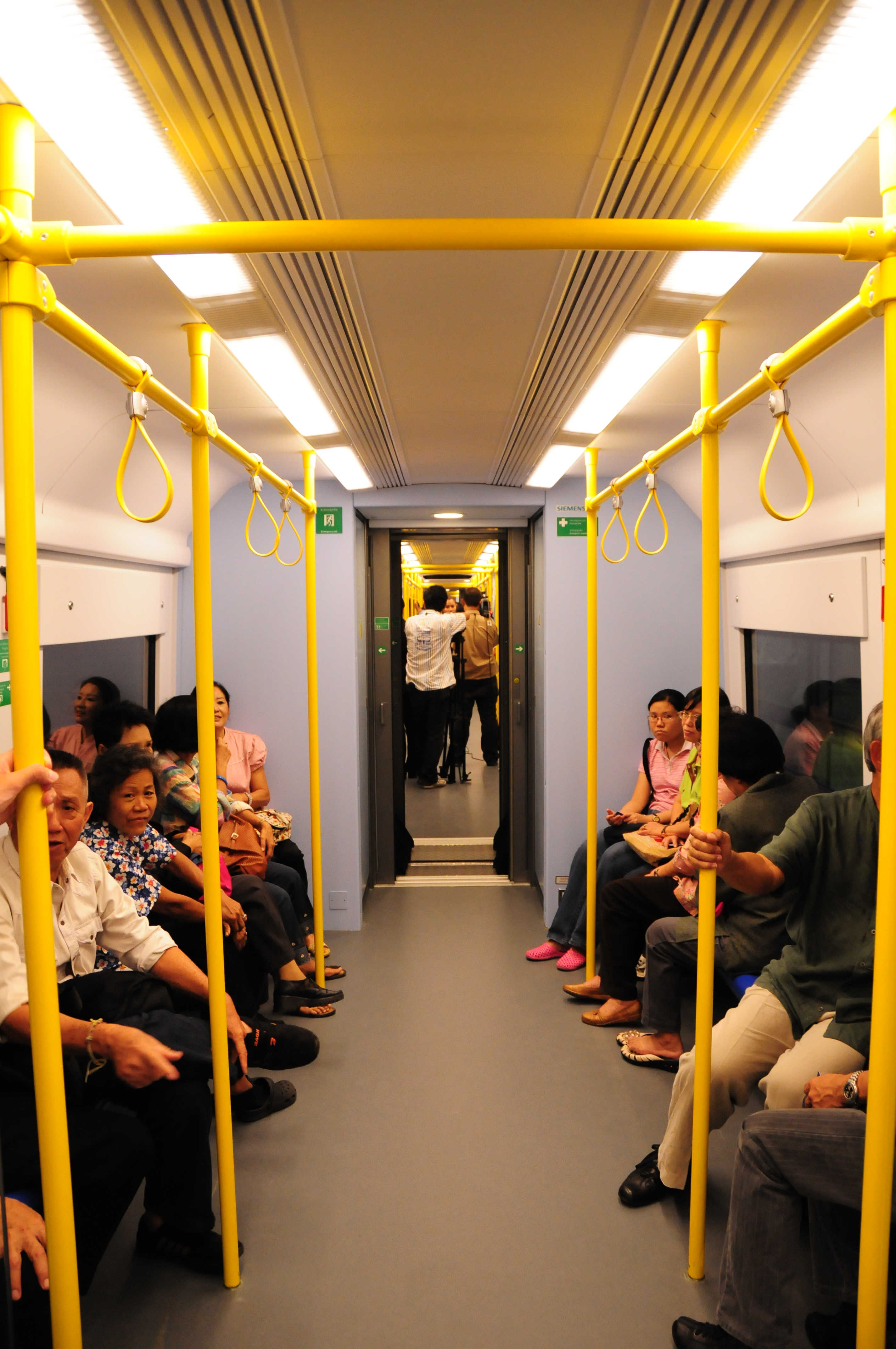
U-Bahn
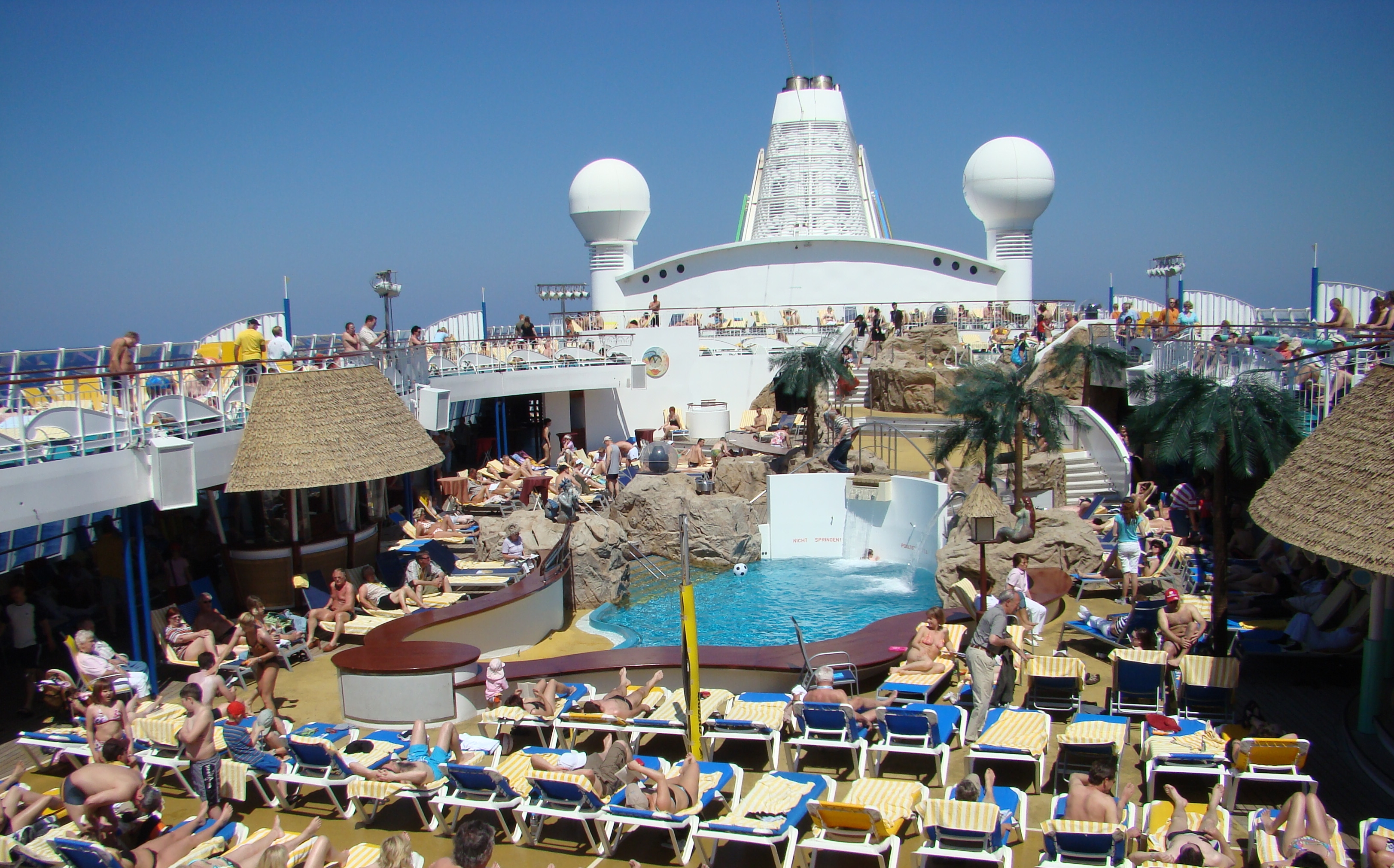
Schiff
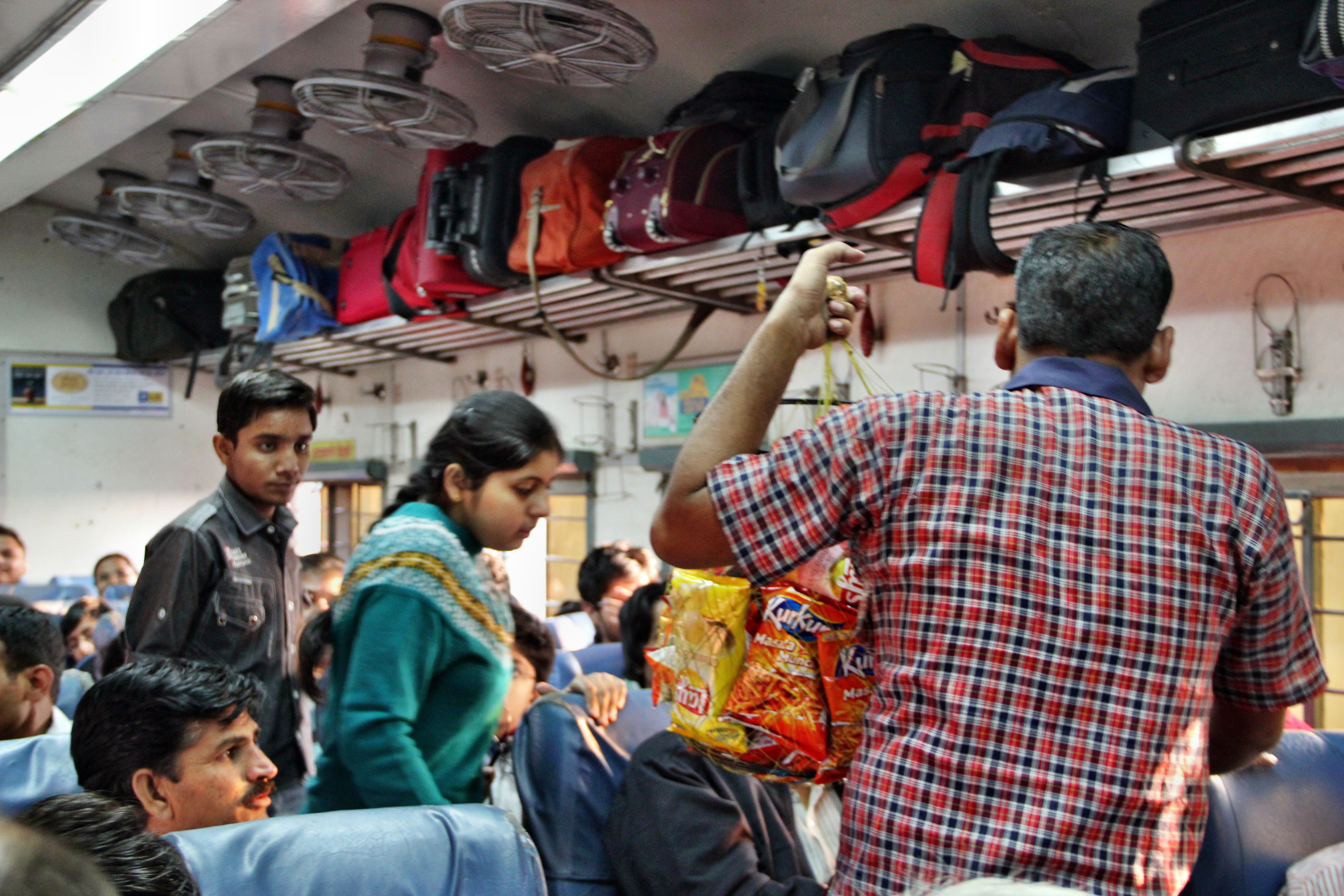
Fernverkehrszug (Indien)